# Plagiomerus
Plagiomerus is een geslacht van vliesvleugeligen uit de familie Encyrtidae. De wetenschappelijke naam van dit geslacht is voor het eerst geldig gepubliceerd in 1910 door Crawford.

## Soorten
Het geslacht Plagiomerus omvat de volgende soorten:
- Plagiomerus aulacaspis Tan & Zhao, 1998
- Plagiomerus bangaloriensis Shafee, Alam & Agarwal, 1975
- Plagiomerus calabes Noyes, 2023
- Plagiomerus chinensis Si, Li & Li, 2010
- Plagiomerus cyaneus (Ashmead, 1888)
- Plagiomerus derceto (Trjapitzin, 1969)
- Plagiomerus diaspidis Crawford, 1910
- Plagiomerus hospes Timberlake, 1920
- Plagiomerus magniclavus Tan & Zhao, 1998
- Plagiomerus monticolus Hayat, 2003
- Plagiomerus peruviensis (Girault, 1915)